# Tutti i racconti (Asimov)
Tutti i racconti (The Complete Stories) è un'antologia di racconti di fantascienza di Isaac Asimov, raggruppata in 2 volumi usciti rispettivamente nel 1990 e nel 1992. Contengono insieme oltre 80 storie scritte fra gli anni quaranta e settanta, più lettere e poesie scritte da Asimov stesso. Entrambi i volumi sono stati pubblicati in italiano, nel 1991 e nel 1992, più un terzo volume, non presente nella collana originale, nel 1996.

## Volume 1
Storie prese soprattutto da La Terra è abbastanza grande, Nine Tomorrows e Antologia personale:
- Introduzione di Isaac Asimov
- Il cronoscopio (The Dead Past, 1956)
- La base del successo fantascientifico (con le mie scuse a W. S. Gilbert) (The Foundation of Science Fiction Success, 1954)
- Diritto di voto (Franchise, 1955) di Isaac Asimov
- La stanza chiusa (The Brazen Locked Room, 1956)
- Roba da bambini (Kid Stuff, 1953)
- Un posto acquitrinoso (The Watery Place, 1956)
- Spazio vitale (Living Space, 1956)
- Il messaggio (The Message, 1956)
- Consolazione garantita (Satisfation Guaranted, 1951)
- Il fuoco infernale (Hell-Fire, 1956)
- La Tromba del Giudizio (The Last Trump, 1955)
- Chissà come si divertivano (The Fun They Had, 1951)
- Il barzellettiere (Jokester, 1956)
- Onorate l'altissimo poeta (The Immortal Bard, 1954)
- Un giorno... (Someday, 1956)
- La fatica dell'Autore (con le mie scuse a W. S. Gilbert) (The Author's Ordeal, 1957)
- Sognare è una faccenda privata (Dreaming Is a Private Thing, 1955)
- La professione (Profession, 1957)
- Nove volte sette (Feeling of Power, 1957)
- Conclusione errata (The Dying Night, 1956)
- Sono a Marsport senza Hilda (I'm in Marsport without Hilda, 1957)
- I nobili avvoltoi (The Gentle Vultures, 1957)
- Tutti i problemi del mondo (All the Troubles in the World, 1958)
- Pronunciare con la S (Spell My Name with an S, 1959)
- L'ultima domanda (The Last Question, 1956)
- Il brutto ragazzetto (Last Born, 1958)
- Notturno (Nightfall, 1941)
- Chiazze verdi (Misbegotten Missionary, 1950)
- Ospite (Hostess, 1951)
- Coltura microbica (Breeds There a Man...?, 1951)
- Condotto "C" (The C-Chute, 1951)
- Per una buona causa ("In a Good Cause -", 1951)
- E se... (What If..., 1952)
- Sally (Sally, 1953)
- Mosche (Flies, 1953)
- Junior (Nobody Here But -, 1953)
- Una così bella giornata (It's Such a Beautiful Day, 1954)
- Crumiro (Strikebreaker, 1957)
- Inserire il lato A nell'incastro B ( Insert Knob A in Hole B, 1957)
- Stregone moderno (The Up-to-Date Sorcerer, 1958)
- Alle dieci del mattino (Unto the Fourth Generation, 1959)
- Playboy e il dio limaccioso ovvero: Che cos'è questa cosa che chiamano amore? (Playboy and the Slime God, 1966)
- La macchina che vinse la guerra (The Machine That Won the War, 1962)
- Mio figlio, il fisico (My Son the Physicist, 1962)
- Occhi non soltanto per vedere (Eyes Do More Than See, 1965)
- Il segregazionista (Segregationist, 1967)
- Quanto sono geniale (I Just Make Them Up, See!, 1958)
- Lettere di rifiuto (Rejection Slips, 1959)

## Volume 2
Pubblicato lo stesso mese della morte dell'autore:
- Introduzione
- La faccia di Orloff (Not-final, 1941)
- Le matricole (The Hazing, 1942)
- Condanna a morte (Death Sentence, 1943)
- Vicolo cieco (Blind Alley, 1945)
- La prova (Evidence, 1946)
- La corsa della Regina Rossa (The Red Queen's Race, 1949)
- Il giorno dei cacciatori (Day of the Hunters, 1950)
- Profondità (The Deep, 1952)
- Il destino di Marte (The Martian Way, 1952)
- Il dito della scimmia (The Monkey's Finger, 1953)
- Il dottor Urth, investigatore ( The Singing Bell, 1955)
- Pietra parlante (The Talking Stone, 1955)
- Esplorazione vegetale (Each an Explorer, 1956)
- Se saremo uniti (Let's Get Together, 1957)
- Paté de foie gras (Paté de foie-gras, 1956)
- Il correttore di bozze (Galley Slave, 1957)
- Lenny (Lenny, 1958)
- Un colpo di mano (A Loint of Paw, 1957)
- Una statua per papà (A Statue for Father, 1959)
- Anniversario (Anniversary, 1959)
- Necrologio (Obituary, 1959)
- Zucchero filato (Rain, Rain, Go Away, 1959)
- La luce delle stelle (Starlight!, 1962)
- I fondatori (Founding Father, 1965)
- L'agente e il professore (The Key, 1966)
- La palla da biliardo (The Billiard Ball, 1967)
- Esilio sull'inferno (Exile to Hell, 1968)
- Parola-chiave (Key-item, 1968)
- Intuito femminile (Feminine Intuition, 1969)
- Il bene più grande (The Greatest Assett, 1972)
- Immagine speculare (Mirror Image, 1972)
- Si prende un fiammifero... (Take a Match, 1972)
- Luciscultura (Light Verse, 1973)
- Straniero in paradiso (Stranger in Paradise, 1974)
- Che tu te ne prenda cura (That Thou Art Mindful of Him, 1974)
- La vita e i tempi di Multivac (The Life and Time of Multivac, 1975)
- L'uomo del bicentenario (The Bicentennial Man, 1976)
- Marcia di santi (Marching In, 1976)
- Sistema antiquato (Old-fashioned, 1976)
- Tricentenario (The Tercentenary Incident, 1976)

## Volume 3
Solo in Italia, contiene le versioni originali (diverse da quelle poi pubblicate) di due romanzi di Asimov, Invecchia con me (pubblicato come Paria dei cieli) e La fine dell'eternità, nonché entrambe le versioni del racconto Roger o della gravità:
- L'arma troppo terribile per essere usata (The Weapon too Dreadfull to Use, 1939)
- Pendolarità (Trends, 1939)
- Mezzosangue (Half-breed, 1940)
- Anello intorno al sole (Ring Around the Sun, 1940)
- La minaccia di Callisto (The Callistan Menace, 1940)
- Il magnifico possesso (The Magnificent Possession, 1940)
- Homo Sol (Homo Sol, 1940)
- Mezzosangue su Venere (Half-breed on Venus, 1940)
- Storia (History, 1941)
- Il senso segreto (The Secret Sense, 1941)
- Ereditarietà (Heredity, 1941)
- Superneutrone (Super-neutron, 1941)
- Natale su Ganimede (Christmas on Ganymede, 1942)
- Il guardiano della fiamma (Black Friar of the Flame, 1942)
- Gatto temporale (Time Pussy, 1942)
- Quantità immaginarie (The Imaginary, 1942)
- Meccanismo di fuga (Escape!, 195)
- Proprietà endocroniche della tiotimolina risublimata (The Endochronic Properties of Resublimated Thiotimoline, 1948)
- Nessuna relazione (No Connection, 1948)
- Madre Terra (Mother Earth, 1949)
- Naufragio (Marooned off Vesta, 1939)
- Morte di una bionda (What's in a Name, 1968)
- Invecchia con me (Pebble in the Sky, 1950)
- La fine dell'Eternità (The End of Eternity, 1955)
- Roger o della gravità (Belief, 1953)
- AL-76 (Robot AL-76 Goes Astray, 1942)
- Vittoria involontaria (Victory Unintentional, 1942)
- La Prima Legge (First Law, 1956)
- Rischio (Risk, 1955)